# Madness - Gli occhi della luna
Madness - Gli occhi della luna è un film del 1971 diretto da Cesare Rau.
Thriller spionistico sceneggiato dalla moglie dello stesso Rau, Germana Di Renzo, autrice di fotoromanzi Lancio. Nel cast Thomas Hunter, Francesca Romana Coluzzi e Benjamin Lev.
Le riprese del film, girato in un casolare di campagna nei pressi di Castel Madama e a Cinecittà, iniziarono il 27 luglio 1970 e terminarono martedì 8 giugno 1971.
La prima del film fu il 18 agosto 1971 presso il cinema Odeon di Paola (provincia di Cosenza).

## Trama
Tre uomini fuggono nottetempo da un manicomio. Uno viene ripreso, un altro finisce per sbaglio sotto una macchina e muore. Ma il terzo uomo, il giovane Paolo, riesce a fuggire. Paolo è molto attraente e così una donna bionda lo porta a casa sua. Mentre fa l'amore con lei, la pugnala a morte con un coltello. Paolo riesce a far perdere le proprie tracce e si rifugia in un casolare di campagna. Il giorno dopo, un gruppo di ragazzi arriva al casolare per una festa: l'uomo intanto si è nascosto al piano superiore, e fa in modo di non farsi notare dai giovani. La festa però ben presto degenera, quando i ragazzi prendono dell'LSD; al loro risveglio infatti, scoprono che una ragazza giace a terra senza vita. La maggior parte di loro se ne va, solo Francesca rimane nella villa. E anche Paolo rimane lì. Lui cerca di prendere Francesca e lei lo butta a terra. Paolo giace incosciente sulle scale. Ora torna Valerio, l'amico di Francesca, e la tranquillizza. Nel frattempo, Lou si siede nella sua macchina e ricorda il sesso nella frenesia LDS. È stato proprio lui a uccidere la donna del gruppo nella frenesia del sesso.

## Curiosità
- Questo film, per anni classificato tra i film scomparsi, è stato fortunosamente ritrovato nel 2007 nell'archivio della Cineteca di Bologna; un'altra copia in 35 mm era conservata dallo stesso regista, purtroppo scomparso nel 1990.
- Marzia Damon è lo pseudonimo di Caterina Chiani, apparsa in altri film come Katia Chiani.
- La locandina del film è stata realizzata da Ezio Tarantelli.
- Nella colonna sonora di Paolo Ormi, l'omonimo motivo conduttore Madness è eseguito da "Black Sunday Flowers" (pseudonimo di Ghigo Agosti); il relativo 45 giri è stato pubblicato dalla Bla Bla di Pino Massara. Il brano è stato scritto da Harry Stott, altro pseudonimo di Ghigo, nonché fonico del film.
- Nella sequenza iniziale del film appare il cantante Red Canzian (futuro componente dei Pooh), mentre si esibisce in un locale notturno con il complesso dei Capsicum Red del quale egli era il chitarrista.